# Efect descurajant
Într-un context juridic, efectul descurajant (în engleză chilling effect) este inhibarea sau descurajarea exercitării legitime a drepturilor naturale și legale prin amenințarea cu sancțiuni legale. Un efect descurajant poate fi cauzat de acțiuni în justiție, cum ar fi adoptarea unei legi, decizia unei instanțe sau amenințarea cu un proces; orice acțiune în justiție care ar determina oamenii să ezite în exercitarea unui drept legitim (libertatea de exprimare sau alte drepturi) de teama repercusiunilor legale. Un exemplu de efect descurahant este teama provocată de amenințarea unui proces pentru calomnie. Un proces inițiat special cu scopul de a crea un efect de descurajare poate fi numit un proces strategic împotriva participării publice (SLAPP).
Englezescul „chilling”, în acest context, implică o încetinire nedorită. În afara contextului juridic în uz comun, se referă la orice constrângere sau amenințare de constrângere (sau de alte neplăceri) ce poate avea un efect de descurajare asupra unui grup de oameni cu privire la un anumit comportament, efect de adesea poate fi măsurat statistic sau observat în mod clar.

## Utilizare
În legislația Statelor Unite și a Canadei, termenul efecte descurajante se referă la efectul înăbușitor pe care legile vagi sau excesiv de ample îl pot avea asupra unor activități legale.
Termenul este folosit însă în mod obișnuit și în afara jargonului legal american, pentru efectele descurajante legate de creșterea prețurilor, cele legate de corupția din poliție sau cele create de „repercusiunile agresive anticipate” (de exemplu, în cadrul relațiile personale).
Un efect descurajant este un efect care reduce, suprimă, descurajează sau întârzie în orice mod raportarea comportamentelor abuzive de orice fel.
Un exemplu de „efect descurajant” în jurisprudența canadiană poate fi găsit în cazul Iorfida v. MacIntyre, unde a fost contestată constituționalitatea unei legi penale care interzice publicarea literaturii care descriu consumul ilicit de droguri. Instanța a constatat că legea a avut un „efect descurajant” asupra formelor legitime de exprimare și poate înăbuși dezbaterile politice pe probleme precum legalizarea marijuanei.
În ceea ce privește cazul lui Ömer Faruk Gergerlioğlu, medic condamnat în Turcia pentru un mesaj pe Twitter care susținea procesul de pace în conflictul turco-PKK, Oficiul Înaltului Comisar al Națiunilor Unite pentru Drepturile Omului (OHCHR) a declarat că utilizarea greșită de către Turcia a măsurilor de combatere a terorismului poate avea un efect descurajant în apărarea libertăților fundamentale și a drepturilor omului.

## Istoric
În 1644 John Milton a vorbim despre efectul descurajant al cenzurii în Areopagitica:
„A nu avea încredere în judecata și onestitatea unei persoane care are doar o reputație obișnuită legată de educație și nu a greșit niciodată, așa încât să nu-l consideri demn să-și exprime gândurile fără un tutore sau un examinator, din frica că ar putea provoca o schismă sau ar putea corupe mesajul, este cea mai mare nemulțumire și jignire adusă unui spirit liber și cunoscător.”—John Milton
Termenul de efect descurajant (chilling effect) a fost folosit în Statele Unite încă din 1950. Curtea Supremă a Statelor Unite se referă mai întâi la „efectul descurajant” în contextul Constituției Statelor Unite în cauza Wieman v. Updegraff în 1952.
A fost folosit în continuare ca termen legal atunci când William J. Brennan, un judecător al Curții Supreme a Statelor Unite, l-a folosit într-o decizie judecătorească (Lamont v. Postmaster General) care a anulat o lege care impunea unui client poștal care primea „propagandă politică comunistă” să confirme în mod special aceste livrări.
Cazul Lamont, însă, nu s-a centrat în jurul unei legi care descurajează în mod explicit libertatea de exprimare. „Efectul descurajant” la care se face referire la acea vreme a fost un „efect limitator” asupra libertății de exprimare – chiar dacă nu exista nicio lege care să interzică în mod explicit acel comportant. Cu toate acestea, în general, termenul „efect descurajant” este folosit și cu referire la legi sau acțiuni care nu interzic în mod explicit vorbirea legitimă, ci mai degrabă impun o povară nejustificată asupra vorbitorilor.

### Efecte descurajante asupra utilizatorilor Wikipedia
Edward Snowden a dezvăluit în 2013 că programul Upstream al guvernului SUA colectează date despre persoanele care citesc articole Wikipedia. Această dezvăluire a avut un impact semnificativ asupra autocenzurii cititorilor, ceea ce adus la o scădere substanțială a numărului de cititori pentru articolele legate de terorism și securitate. De atunci a urmat cazul în instanță Wikimedia Foundation v. NSA.